# Benjamin Henocq
Benjamin Henocq (né en 1977 en France) est batteur, auteur-compositeur, chanteur, arrangeur et pratique la danse. 

## Biographie
Benjamin Henocq vient d'une famille d'artistes : sa mère est peintre, son père est publicitaire. Il a commencé à étudier la musique à l’âge de 4 ans avec son beau-père, musicien, puis intègre le conservatoire du centre de Paris. Il poursuit sa formation à l'IACP (Institut Art Culture Perception - école de Jazz fondée par Alan Silva en 1976), puis à l'École Gilles et Nadia Touché,.
Premier Concert à 12 ans, professeur de batterie à 17 ans, actif sur la scène musicale depuis 1985, il se produit dans de nombreux clubs, salles de concert et festivals dans toute l'Europe. Il a parcouru également de nombreux pays à travers différents continents : multiples tournées aux États-Unis, au Japon, dans le golfe Persique, en Afrique.
Il est batteur, auteur, chanteur, compositeur, arrangeur, et pratique intensivement la danse. Co-leader et compositeur du trio Prysm, accompagnateur ou leader dans de nombreuses formations pop, rock, jazz, funk.

## Distinctions
- 1995 : Prix du meilleur soliste et du meilleur groupe au Concours de jazz de la Défense
- 1998 : Djangodor de la formation de l'année
- 1999 : "Choc des Chocs" pour le magazine Jazzman[5]
- Plusieurs nominations aux victoires de la musique dont meilleur groupe en 1997 avec Prysm

## Discographie

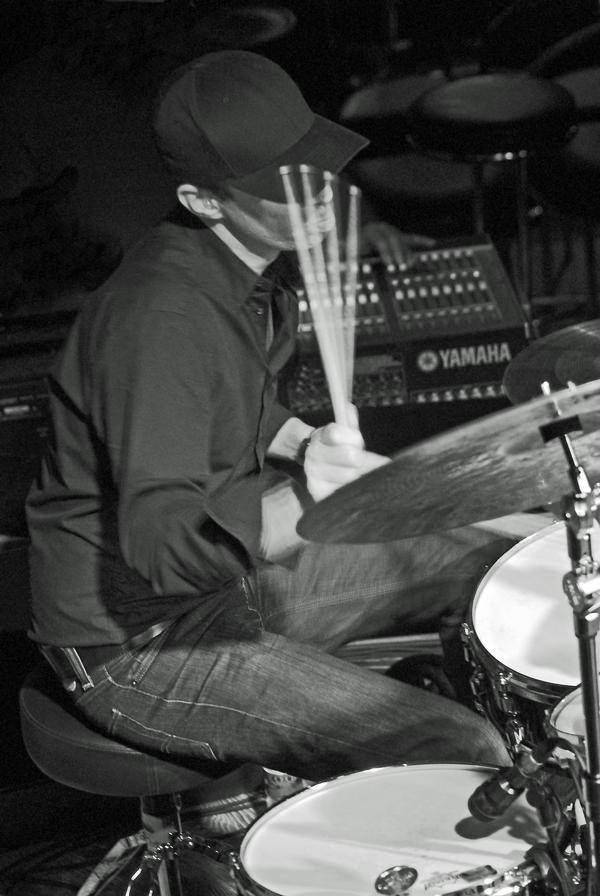
Benjamin Henocq à la batterie

- Prysm - Prysm avec Pierre de Bethmann et Christophe Wallemme (Blue Note Label)
- Prysm - Second Rhythm avec Pierre de Bethmann et Christophe Wallemme (Blue Note Label US & France)
- Prysm – Time avec Pierre de Bethmann et Christophe Wallemme (Blue Note Label)
- Prysm - On Tour US avec Pierre de Bethmann et Christophe Wallemme (Blue Note Label)
- Prysm - Five avec Pierre de Bethmann, Christophe Wallemme et Rosario Giuliani, Manu Codjia (Plus Loin Label)
- Stefano di Battista - Volare (Label Bleu Label)
- Stefano di Battista - A Prima Vista (Blue Note Label)
- WDR Big Band - Balkan Jazz (WDR Label)
- Rosario Giuliani - Anything Else (Dreyfus Jazz Label)
- Rosario Giuliani - More Than Ever (Dreyfus Jazz Label)
- Trio Ostiko - avec Rosario Giuliani et Pippo Matino (VV Jazz Label)
- Nicolas Folmer - plays Michel Legrand (Cristal Record Label)
- Nicolas Folmer meets Bob Mintzer - Off the Beaten Tracks (Cristal Record Label)
- Doctor Flavor - Infunxicated (I2P Label)
- Benjamin Diamond - Cruise Control (Diamondtraxx Label)
- Alpha Sy - Summer of Love (Studio Delaplage Label)
- Francis Lockwood - Nobody Knows (Didier Lockwood Selection Label)
- Francis Lockwood - Virtual Road (Sergent Major Label)
- Charito meets Michel Legrand - Watch What Happens (CT Music Label)
- David Patrois - Attraper le Temps (Hot Cats Music Label)
- Philippe Sellam - Serenade (Pee wee Label)
- Kartet - Hask (ADDA Label)
- Kartet - Pression (Deux ZZ Label)
- Jean cristophe Benet - Tenor Joke (CC Production Label)
- Patrice Caratini - Hard Scores (Label Bleu Label)
- Le Pom Big Band - Le Pom (Pee Wee Label)
- Quoi de Neuf Docteur Big Band – Le Retour (QND Label)
- Quoi de neuf Docteur Big Band - En Attendant la Pluie (QND Label)
- Quoi de Neuf Docteur Big Band - Haut Bas (QND Label)
- Quoi de Neuf Docteur Big Band - 51 Below (QND Label)
- Six ½ - Toi ma Vie (Virgule 5 Label)
- Stephan Patry - Singer (Must Record Label)
- Stephan Patry live - Organic 3 (Must Record Label)
- Noe Reinhardt Trio - Eleven Standards (Label Ouest Label)
- Nicolas Simion Band - Paris Transylvania Express
- Canavese chante Gainsbourg - Ces Petits Riens
- Louis Beaudoin - Scales
- Olivier Temime - Le Douze
- Michael Cheret - Music Inside